# المخادمة
قرية المخادمة هي إحدى القرى التابعة لمركز قنا في محافظة قنا في جمهورية مصر العربية. حسب إحصاءات سنة 2006، بلغ إجمالي السكان في المخادمة 6509 نسمة، منهم 3082 رجل و3427 امرأة.